# Los Angeles Film Critics Association Awards 1978
La 4ª edizione dei Los Angeles Film Critics Association Awards si è tenuta il 16 dicembre 1978, per onorare il lavoro nel mondo del cinema per l'anno 1978.

## Premi
Miglior film
- Tornando a casa (Coming Home), regia di Hal Ashby

Miglior attore
- Jon Voight - Tornando a casa (Coming Home)

Miglior attrice
- Jane Fonda - Tornando a casa (Coming Home), Arriva un cavaliere libero e selvaggio (Comes a Horseman) e California Suite

Miglior regista
- Michael Cimino - Il cacciatore (The Deer Hunter)

Miglior attore non protagonista
- Robert Morley - Qualcuno sta uccidendo i più grandi cuochi d'Europa (Who Is Killing the Great Chefs of Europe?)

Miglior attrice non protagonista
- Maureen Stapleton - Interiors
- Mona Washbourne - Stevie

Miglior sceneggiatura
- Paul Mazursky - Una donna tutta sola (An Unmarried Woman)

Miglior fotografia
- Néstor Almendros - I giorni del cielo (Days of Heaven)

Miglior colonna sonora
- Giorgio Moroder - Fuga di mezzanotte (Midnight Express)

Miglior film in lingua straniera
- La vita davanti a sé (La vie devant soi), regia di Moshé Mizrahi  ·   Francia

New Generation Award
- Gary Busey

Career Achievement Award
- Orson Welles